# Ями (Люблінське воєводство)
Ями (пол. Jamy) — село в Польщі, у гміні Острів-Любельський Любартівського повіту Люблінського воєводства.
Населення — 295 осіб (2011).

## Демографія
Демографічна структура станом на 31 березня 2011 року:
|          | Загалом | Допрацездатний вік | Працездатний вік | Постпрацездатний вік |
| -------- | ------- | ------------------ | ---------------- | -------------------- |
| Чоловіки | 142     | 32                 | 94               | 16                   |
| Жінки    | 153     | 27                 | 78               | 48                   |
| Разом    | 295     | 59                 | 172              | 64                   |